# Historisches Lexikon der Schweiz

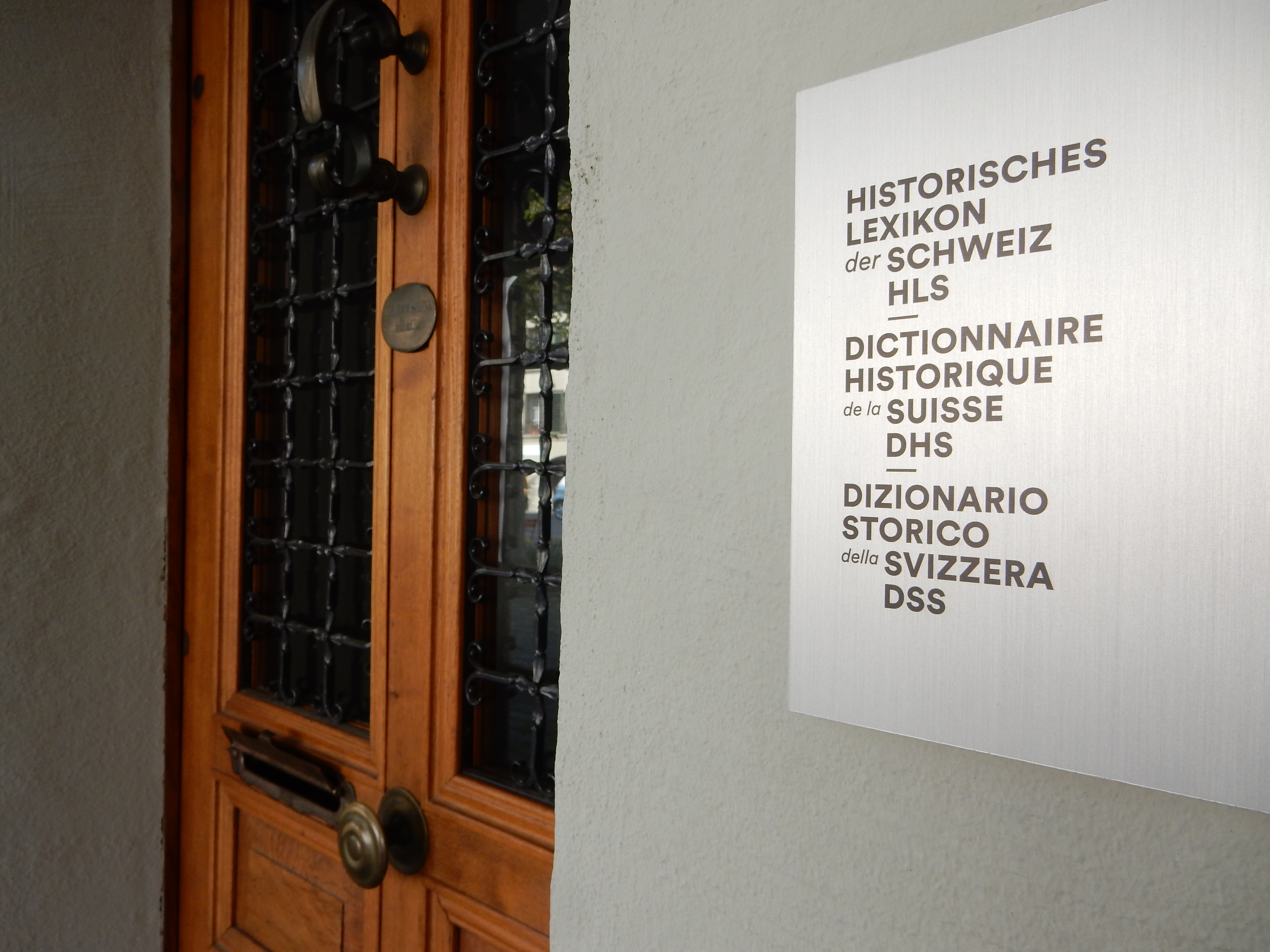
Eingang zur Redaktion des Historischen Lexikons der Schweiz

Das Historische Lexikon der Schweiz (HLS) ist eine Enzyklopädie, welche den Stand des Wissens über die Geschichte der Schweiz darstellt. Es wurde 1988 als klassisches gedrucktes Lexikon begonnen. Ab 1998 wurden die reinen Texte parallel dazu zunächst auch als e-HLS (französisch e-DHS, italienisch e-DSS) im Internet veröffentlicht. Im Mai 2019 ersetzte eine vollständig neue Website das alte e-HLS. Die Redaktion hat ihren Sitz in Bern. Die italienische Redaktion befand sich als Aussenstelle bis Mitte 2021 in Bellinzona und seitdem in Mendrisio.
Ende 2014 umfasste das HLS rund 36.200 Artikel in jeder der drei Hauptsprachen der Schweiz (rund 108'600 Artikel insgesamt). Von 2010 bis 2012 erschien eine zweibändige rätoromanische Teilausgabe. Nach dem Abschluss der gedruckten Fassungen werden Artikel nur noch online publiziert und mit multimedialen Dateien ergänzt.
Zum Angebot des HLS zählen zudem auch das Familiennamenbuch der Schweiz und das Glossarium Helvetiae historicum. 

## Organisation

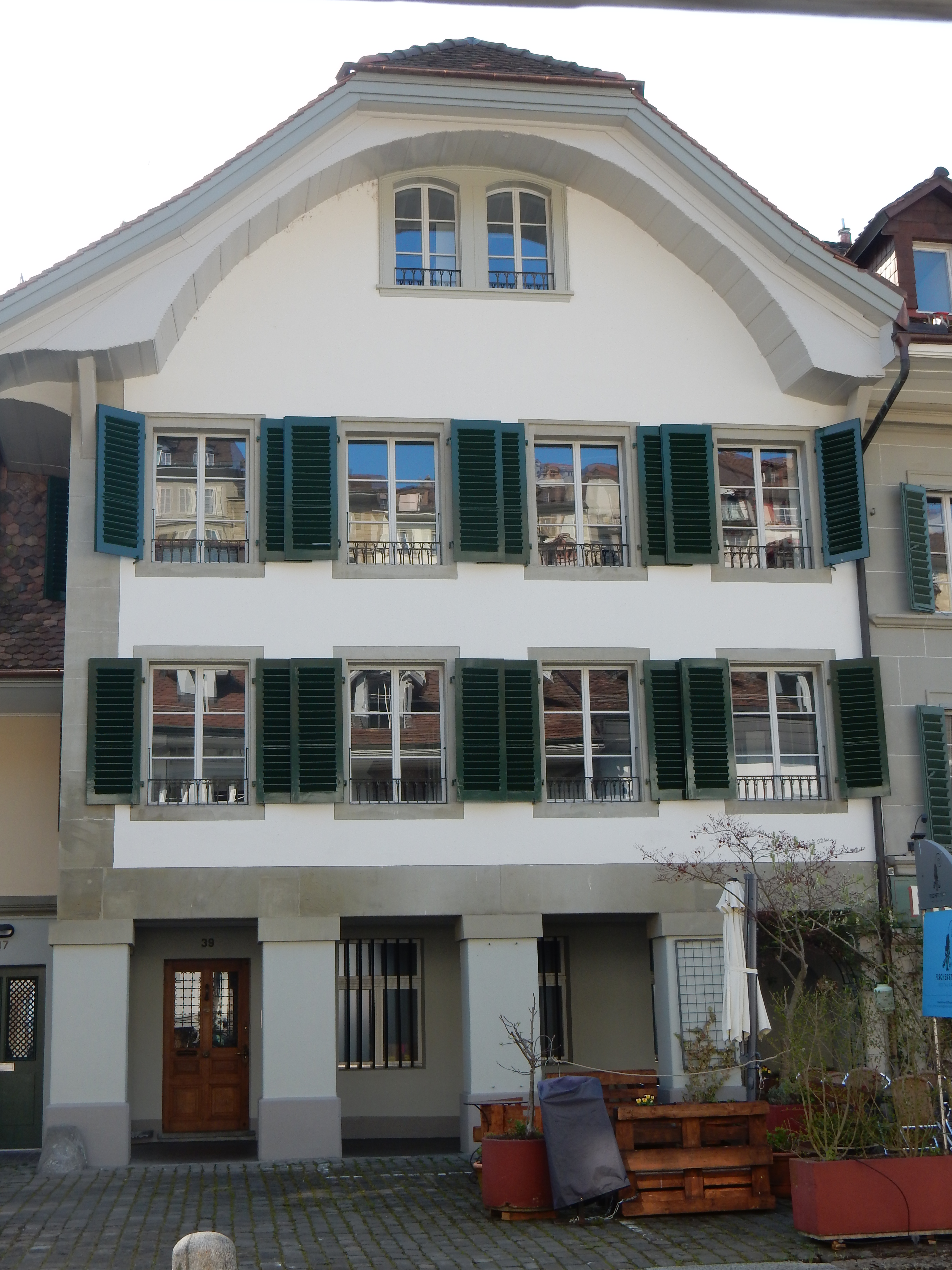
Standort der Redaktion seit 2020: Gerberngasse 39 in Bern

Herausgeberin des HLS war bis 2016 die Stiftung Historisches Lexikon der Schweiz (HLS), die durch die Schweizerische Akademie der Geistes- und Sozialwissenschaften (SAGW) und der Schweizerischen Gesellschaft für Geschichte 1987 errichtet worden war. Seither ist das HLS als «Unternehmen der SAGW» organisiert.
Die Finanzierung erfolgt durch die Schweizerische Eidgenossenschaft. Von 1988 bis 2014 entstanden Kosten von gut 106 Millionen Franken.
Die Redaktion umfasste bis zu vierzig Mitarbeiter, insgesamt arbeiteten über 2'500 Autoren am Projekt. Hinzu kamen 150 Berater und rund 100 Übersetzer. Von der Gründung 1988 bis Ende 2014 war der Historiker Marco Jorio Chefredaktor des HLS. Auf ihn folgte Christian Sonderegger, ab 2015 als operativer Leiter und ab 2017 als Direktor. Seit 2023 ist Sonja Matter Direktorin des HLS.

## Sprachversionen und Publikationsgeschichte

### Sprachversionen
Das gedruckte Werk erschien – und die Online-Ausgabe erscheint – in vollem Umfang in den drei Landessprachen Deutsch, Französisch und Italienisch. Auf Französisch heisst es Dictionnaire historique de la Suisse (DHS), auf Italienisch Dizionario storico della Svizzera (DSS). Die Beiträge der Autoren wurden in die jeweils anderen Sprachen übersetzt. Am Konzept des HLS orientiert sich auch das Historische Lexikon des Fürstentums Liechtenstein.

### Gedruckte Ausgabe

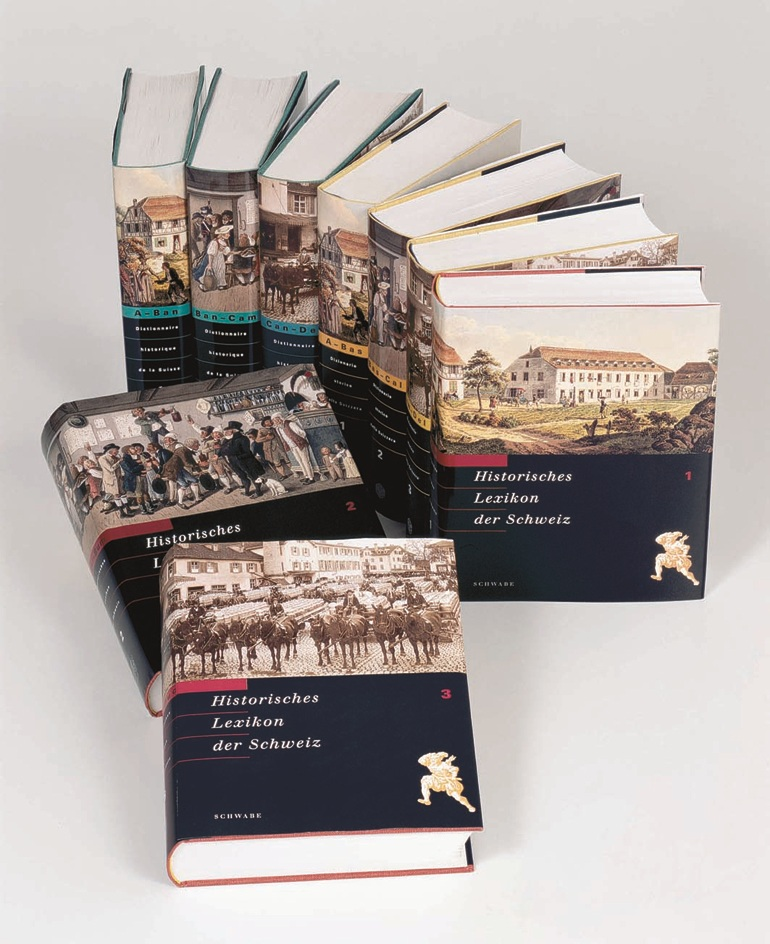
Die ersten drei Bände des HLS in den drei Sprachausgaben

Vorgänger des HLS war das Historisch-Biographische Lexikon der Schweiz (HBLS), welches das Verlagshaus Victor Attinger zwischen 1921 und 1934 herausgab.
Nach mehreren erfolglosen Initiativen seit 1958 erarbeitete eine dreiköpfige Arbeitsgruppe der SAGW von 1985 bis 1987 das Konzept eines neuen Historischen Lexikons der Schweiz. Projektleiter war Marco Jorio.
Die Bundesbehörden bewilligten 1987 im Hinblick auf die 700-Jahr-Feier der Eidgenossenschaft 1991 die nötigen Kredite. Das Projekt konnte am 1. Januar 1988 in Bern starten. Auf der Grundlage einer bis 1995 abgeschlossenen Stichwortliste brachte das HLS jährlich einen Band heraus. So entstanden bis 2014 dreizehn Bände und 36'309 Artikel zu Personen, Familien, Orten und Sachthemen je Sprachausgabe. 2002 erschien der erste Band, im Oktober 2014 der dreizehnte und letzte.
In der vierten Landessprache Rätoromanisch erschienen ab 1999 Ortsartikel als jährliche Vorabpublikationen. In den Jahren 2010 und 2012 erschienen die beiden Bände des Lexicon istoric retic (LIR) der zweibändigen rätoromanischen Teilausgabe in Rumantsch Grischun. Diese Ausgabe zeigt die Entwicklung des rätischen und bündnerischen Raumes auf, also des heutigen dreisprachigen Kantons Graubünden sowie einiger angrenzender Regionen, in ihren historischen und kulturellen Zusammenhängen. Seit September 2023 wird das digitale Lexicon istoric da la Svizra (LIS) publiziert.
Die gedruckte Ausgabe umfasst insgesamt 41 Bände, je 13 Bände auf Deutsch, Französisch, Italienisch sowie zwei Bände der 2012 erschienenen rätoromanischen Teilausgabe.

### Online-Ausgabe
Ab 1998 war eine Online-Version im World Wide Web abrufbar. Das so genannte e-HLS/e-DHS/e-DSS enthielt die volle Stichwortliste sowie die von der Schlussredaktion freigegebenen Artikel, jedoch keine Illustrationen. Seit 2004 ist auch das e-LIR rätoromanisch online. Die biographischen Stichwörter wurden ab 2009 in das Biographie-Portal integriert.
Ab 2023 folgte das digitale Lexicon istoric da la Svizra (LIS) als erweiterte romanische Teilausgabe.

### Neues HLS
Ziel des neuen HLS ist der Aufbau einer erweiterten multimedialen, mehrsprachigen und ständig aktualisierten Online-Ausgabe. Sie soll sowohl eine breite Öffentlichkeit wie auch die Wissenschaftler weltweit ansprechen. Ab 2017 wurde in der Beta-Phase des neuen HLS begonnen, Infografiken und Bilder aufzuschalten, die vorher nur in der gedruckten Fassung einsehbar waren. Ausserdem wurden erste Pilotprojekte zur Ergänzung des Lexikonkorpus in Angriff genommen, sodass bereits während der Beta-Phase thematisch zusammenhängende neue Artikel präsentiert werden konnten. Im Mai 2019 ersetzte dann das neue digitale HLS-Lexikon mit einer vollständig neuen Website das alte e-HLS. Nebst der obligatorischen Stichwortsuche lässt sich das HLS auch nach Kategorien wie Themen, Personen, Familien, Orte & Räume, Multimedia und Artikel A–Z durchsuchen. Der ursprüngliche Artikelbestand wurde und wird nunmehr laufend durch Updates und neue Artikel ergänzt.

## Inhaltliche Ergänzungen und strukturelle Anpassungen
Die für die Druckversion geschriebenen Artikel waren am Zwang zur Kürze orientiert, der mit einer gedruckten Lexikon-Ausgabe verbunden ist. Insbesondere wurden das Lemma und andere Begriffe in den Artikeln weiterhin auf die Anfangsbuchstaben verkürzt, was das Lesen erschwert. Bei den neu nur noch online publizierten Artikeln entfallen diese Einschränkungen (siehe z. B. die neuen Artikel zur Frauen- und Geschlechtergeschichte).
Nach eigenen Angaben des HLS war die Geschichte der Frauen in der Schweiz in den bisher vorhandenen Artikeln massiv untervertreten. Das HLS äusserte sich zu diesem Versäumnis anlässlich des Schweizer Frauenstreiks am 14. Juni 2019 und schaltete an diesen Tagen 24 neue Artikel zur «Frauen- und Gendergeschichte» im Internet auf, denen viele weitere folgten. Auch anlässlich des Jubiläums «50 Jahre Frauenstimmrecht» 2021 flossen im Laufe des Jahres rund 60 neue Biografien ins HLS ein und einige bestehende Artikel aus dem Themenkreis «Frauenstimmrecht» wurden erweitert. Darüber hinaus verwendet das HLS in Servicetexten als auch in neu angelegten Artikeln nunmehr nur noch die gendergerechte Sprache. So steht beispielsweise im Artikel Pestalozzi (Firma): «Das Unternehmen […] beschäftigte 345 Mitarbeitende und 25 Lernende, […] Mit dem Pestalozzi Stiftepriis für die besten Lehrabsolventinnen und Lehrabsolventen der Branche ist das Unternehmen seit Jahrzehnten in der Förderung des beruflichen Nachwuchses aktiv.»
Ebenfalls räumte das HLS ein, dass es im Bereich der schweizbezogenen Technikgeschichte Nachholbedarf hat.
In ihrer Ausgabe vom 18. Juni 2020 kritisierte die linke Zürcher Wochenzeitung WOZ in einem ganzseitigen Artikel auf ihrer ersten Seite das Fehlen eines Artikels mit dem Lemma Rassismus. Der Historiker Bernhard C. Schär machte darin einen Vorschlag, wie der Lexikoneintrag formuliert sein könnte. Die Erscheinung des Artikels stand im Zusammenhang mit dem Todesfall George Floyd. Christian Sonderegger, zu dieser Zeit Chefredaktor des HLS, erwiderte hierauf, dass die Konzeption des Lexikons aus einer Zeit stamme, als die Erforschung der kolonialen Vergangenheit der Schweiz noch in den Anfängen steckte, und dass es schon vor einiger Zeit das Projekt «Koloniale Schweiz» lanciert habe, um diese anerkannte Lücke zu schliessen.

## Gedruckte Ausgabe
In deutscher Sprache – Historisches Lexikon der Schweiz (HLS) 
- Aa – Basel (Fürstbistum), Band 1, Schwabe, Basel 2002, ISBN 978-3-7965-1901-7.
- Basel (Kanton) – Bümpliz, Band 2, Schwabe, Basel 2003, ISBN 978-3-7965-1902-4.
- Bund – Ducros, Band 3, Schwabe, Basel 2004, ISBN 978-3-7965-1903-1.
- Dudan – Frowin, Band 4, Schwabe, Basel 2005, ISBN 978-3-7965-1904-8.
- Fruchtbarkeit – Gyssling, Band 5, Schwabe, Basel 2006, ISBN 978-3-7965-1905-5.
- Haab – Juon, Band 6, Schwabe, Basel 2007, ISBN 978-3-7965-1906-2.
- Jura – Lobsigen, Band 7, Schwabe, Basel 2008, ISBN 978-3-7965-1907-9.
- Locarnini – Muoth, Band 8, Schwabe, Basel 2009, ISBN 978-3-7965-1908-6.
- Mur – Privilegien, Band 9, Schwabe, Basel 2010, ISBN 978-3-7965-1909-3.
- Pro – Schafroth, Band 10, Schwabe, Basel 2011, ISBN 978-3-7965-1910-9.
- Schaichet – StGB, Band 11, Schwabe, Basel 2012, ISBN 978-3-7965-1911-6.
- Stich – Vinzenz Ferrer, Band 12, Schwabe, Basel 2013, ISBN 978-3-7965-1912-3.
- Viol – Zyro, Band 13, Schwabe, Basel 2014, ISBN 978-3-7965-1913-0.

 In französischer Sprache – Dictionnaire historique de la Suisse (DHS) 
- Aa – Ban de l’Empire, vol. 1, Éditions Gilles Attinger, Hauterive 2002, ISBN 2-88256-134-2.
- Bandelier – Camuzzi, vol. 2, Éditions Gilles Attinger, Hauterive 2003, ISBN 2-88256-143-1.
- Canada – Derville-Maléchard, vol. 3, Éditions Gilles Attinger, Hauterive 2004, ISBN 2-88256-153-9.
- Desaix – Fintan, vol. 4, Éditions Gilles Attinger, Hauterive 2005, ISBN 2-88256-157-1.
- Firl – Frize, vol. 5, Éditions Gilles Attinger, Hauterive 2006, ISBN 2-88256-167-9.
- Grob – Istighofen, vol. 6, Éditions Gilles Attinger, Hauterive 2007, ISBN 2-88256-180-6.
- Italianité – Lozza, vol. 7, Éditions Gilles Attinger, Hauterive 2008, ISBN 978-2-88256-197-8.
- Lü – Muoth, vol. 8, Éditions Gilles Attinger, Hauterive 2009, ISBN 978-2-940418-06-0.
- Mur – Polytechnicum, vol. 9, Éditions Gilles Attinger, Hauterive 2010, ISBN 978-2-940418-18-3.
- Poma – Saitzew, vol. 10, Éditions Gilles Attinger, Hauterive 2011, ISBN 978-2-940418-31-2.
- Sal – Stadtmann, vol. 11, Éditions Gilles Attinger, Hauterive 2012, ISBN 978-2-940418-38-1.
- Staechelin – Valier, vol. 12, Éditions Gilles Attinger, Hauterive 2013, ISBN 978-2-940418-39-8.
- Valkenier – Zyro, vol. 13, Éditions Gilles Attinger, Hauterive 2014, ISBN 978-2-940418-40-4.

 In italienischer Sprache – Dizionario storico della Svizzera (DSS) 
- Aa – Basilea, Fadrique de, vol. 1, Armando Dadò, Locarno 2002, ISBN 88-8281-099-2.
- Basilea (cantone) – Calvino, vol. 2, Armando Dadò, Locarno 2003, ISBN 88-8281-125-5.
- Cama – Delz, vol. 3, Armando Dadò, Locarno 2004, ISBN 88-8281-150-6.
- De Man – Flury, vol. 4, Armando Dadò, Locarno 2005, ISBN 88-8281-168-9.
- Fodiga – Greyerz, vol. 5, Armando Dadò, Locarno 2006, ISBN 88-8281-200-6.
- Gribbio – Istruzione pubblica, vol. 6, Armando Dadò, Locarno 2007, ISBN 978-88-8281-206-5.
- Italia – Lugrin, vol. 7, Armando Dadò, Locarno 2008, ISBN 978-88-8281-230-0.
- Luigi – Napoli, vol. 8, Armando Dadò, Locarno 2009, ISBN 978-88-8281-259-1.
- Narbel – Pottu, vol. 9, Armando Dadò, Locarno 2010, ISBN 978-88-8281-277-5.
- Poulet – Sapün, vol. 10, Armando Dadò, Locarno 2011, ISBN 978-88-8281-302-4.
- Saraceni – Starrkirch-Wil, vol. 11, Armando Dadò, Locarno 2012, ISBN 978-88-8281-336-9.
- Statalismo – Valeyres-sous-Ursins, vol. 12, Armando Dadò, Locarno 2013, ISBN 978-88-8281-357-4.
- Valichi – Zyro, vol. 13, Armando Dadò, Locarno 2014, ISBN 978-88-8281-383-3.

 In Rumantsch Grischun – Lexicon istoric retic (LIR) 
- A – L, tom 1, Desertina, Chur 2010, ISBN 978-3-85637-390-0.
- M – Z, tom 2, Desertina, Chur 2012, ISBN 978-3-85637-391-7.